# أبو شوشة (قنا)
قرية أبو شوشة هي إحدى القرى التابعة لمركز أبو تشت في محافظة قنا في جمهورية مصر العربية. حسب إحصاءات سنة 2006، بلغ إجمالي السكان في أبو شوشة 11701 نسمة، منهم 5818 رجل و5883 امرأة.